# Cantón de Soissons-Norte
El cantón de Soissons-Norte (en francés canton de Soissons-Nord) era una división administrativa francesa, que estaba situada en el departamento de Aisne, de la región de Picardía.

## Composición
El cantón estaba formado por diez comunas, más una fracción de la comuna que le daba su nombre:
- Chavigny
- Crouy
- Cuffies
- Juvigny
- Leury
- Pasly
- Pommiers
- Soissons (fracción)
- Vauxrezis
- Venizel
- Villeneuve-Saint-Germain

## Historia
En aplicación del decreto n.º 2014-202, de 21 de febrero de 2014, el cantón de Soissons-Norte fue suprimido el 1 de abril de 2015 y sus 11 comunas pasaron a formar parte del nuevo cantón de Soissons-1.